# Guy Gardner (astronauta)
Guy Spence Gardner (Altavista, 6 de janeiro de 1948) é um ex-piloto, piloto de teste e astronauta norte-americano. Ele estudou na Academia da Força Aérea dos Estados Unidos e se formou em 1969 com bacharelatos em matemática, astronáutica e engenharia científica. Se juntou à Força Aérea e lutou em 1972 na Guerra do Vietnã, depois entrando em 1975 na Escola de Pilotos de Teste da Força Aérea e servindo como piloto de teste e mais tarde como instrutor.
Gardner foi selecionado como astronauta em 1980 no Grupo 9 da NASA. Ele inicialmente trabalhou em terra no suporte e desenvolvimento do Programa do Ônibus Espacial. Sua primeira viagem para o espaço ocorreu em dezembro de 1990 como o piloto do Atlantis na missão STS-27, que ficou quatro dias em órbita da Terra e carregava uma carga do Departamento de Defesa dos Estados Unidos. Gardner voltou para o espaço pela segunda e última vez em dezembro de 1990 como piloto da STS-35 a bordo do Columbia, desta vez ficando oito dias em órbita e realizando experimentos astronômicos.
Ele depois disso voltou para a Força Aérea como diretor da Escola de Pilotos de Teste na Base Aérea Edwards na Califórnia. Gardner se aposentou da Força Aérea em 1992 como coronel e voltou para a NASA, assumindo o cargo de administrador associado na sede da agência. Nessa capacidade, sua principal função era de diretor do Programa Ônibus Espacial-Mir em parceria com a Rússia. Também trabalhou como diretor de missão e diretor de garantia de qualidade.
Gardner foi trabalhar em 1995 para a Administração Federal de Aviação. Pelos anos seguintes ele atuou como palestrante em diversas universidades e como executivo de várias empresas e instituições de ensino. Gardner já foi condecorado com vários prêmios e honrarias por seus serviços na Força Aérea e na NASA, incluindo a Medalha de Serviço Distinto da Força Aérea, Medalha de Serviço Excepcional da NASA, a Legião do Mérito, a Cruz de Voo Distinto e catorze Medalhas do Ar.